# Г'ядель
Г'ядель (словац. Hiadeľ) — село, громада округу Банська Бистриця, Банськобистрицький край. Кадастрова площа громади — 16.56 км².
Населення 519 осіб (станом на 31 грудня 2020 року).

## Історія
Г'ядель згадується 1424 року.

## Населення
| Рік:            | 1994. | 2004.   | 2014.   | 2024.   |
| --------------- | ----- | ------- | ------- | ------- |
| Кількість осіб: | 576   | 534     | 521     | 490     |
| Різниця:        |       | -7,29 % | -2,43 % | -5,95 % |

| Рік:            | 2023. | 2024.   |
| --------------- | ----- | ------- |
| Кількість осіб: | 507   | 490     |
| Різниця:        |       | -3,35 % |